# Bororo
Bororo este o populație indigenă din Brazilia, care trăiește în statul Mato Grosso. Ei s-au extins, de asemenea, în Bolivia și în statul brazilian Goiás. Tribul Bororo vestic trăiește în jurul râurilor Jauru și Cabaçal. Tribul Bororo estic (Orarimogodoge) trăiește în regiunea râurilor São Lourenço, Garças și Vermelho. Populația Bororo locuiește în opt sate din zona centrală a statului brazilian Mato Grosso. Bororo (denumit și Coroados, Boe sau Orarimogodo) sunt un grup etnic din Brazilia, care are o populație estimată la mai puțin de două mii de persoane. Ei vorbesc limba Borôro (codul ISO 639 : BOR) și au în principal credințe animiste. Un celebru exponent al acestui grup este Cândido Rondon, militar în Armata Braziliană și fondator al Fundação Nacional do Índio (FUNAI).
Cultura Bororo a fost atent studiată de antropologul francez Claude Lévi-Strauss în timpul expediției sale în Grosso și Mato Grosso (1935-1936), descris în celebra sa lucrare Tropice triste (1955).

## Nume
Populația Bororo, al cărei nume înseamnă „curtea satului” în limba ei, este, de asemenea, cunoscută ca populația Araés, Araripoconé, Boe, Coroados, Coxiponé, Cuiabá și Porrudos.

## Cultura

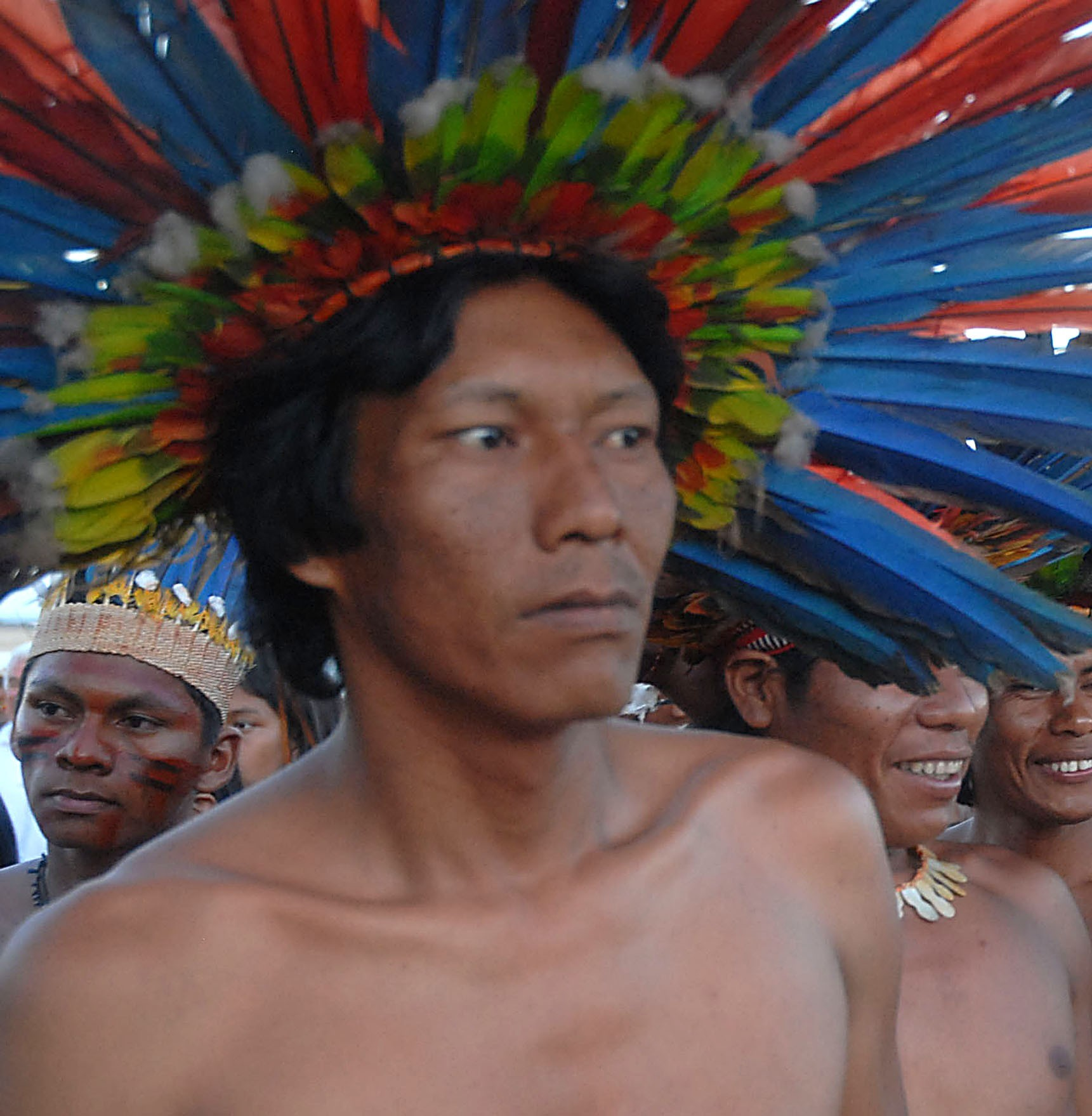
Bărbat Bororo-Bep din Mato Grosso, Jocurile Indigene ale Braziliei, 2007

În timp ce-l căuta pe exploratorul dispărut Percy Fawcett în 1930, grupul din care făcea parte Aloha Wanderwell a filmat activitățile de zi cu zi ale populației Bororo. Un film mut cu durata de 32 de minute, realizat în timpul excursiei, a supraviețuit și este păstrat în Arhiva de Filme de Studii Umane a Institutului Smithsonian; filmul prezintă un dans ceremonial, un prim contact cu sătenii Boboré și experimentarea de către bărbații Bororo a unor dureri simpatetice ale nașterii. Antropologul Claude Levi-Strauss a trăit o perioadă în mijlocul populației Bororo în perioada primei sale șederi în Brazilia (1935-1939) și a prezentat pe larg mitologia lor în cartea The Raw and the Cooked (1964).
Populația Bororo asociază mirosul corpului cu forța vitală a unei persoane și mirosul respirației cu sufletul persoanei.

### Limba
Populația Bororo vorbește limba Bororo, care aparține limbilor bororoane din familia limbilor Macro-Ge. Rata de alfabetizare este sub 30%. Limba este scrisă în grafie latină.
Populația Bororo își numesc limba lor Boe Wadáru. Majoritatea populației vorbește astăzi portugheza și limba Bororo.

## Biologie
Populația tribului Bororo are aceeași grupă de sânge: sânge de tip O, ca majoritatea amerindienilor.